# FT Breslau-Süd
Die FT Breslau-Süd (offiziell: Freie Turnerschaft Breslau-Süd e. V.) war ein Sportverein aus Breslau. Die erste Fußballmannschaft nahm viermal an der deutschen Meisterschaft des Arbeiter-Turn- und Sportbundes (ATSB) teil.

## Geschichte
Über die Gründung und Herkunft des Vereins ist nichts bekannt. Im Jahre 1921 wurde die Mannschaft erstmals schlesischer Kreismeister, qualifizierte sich dadurch für die deutsche ATSB-Meisterschaft und scheiterte im Viertelfinale mit 1:2 am SC Nordiska Berlin. 1926, 1927 und 1928 wurden die Breslauer jeweils noch einmal Kreismeister und qualifizierten sich für die deutsche ATSB-Meisterschaft. Allerdings scheiterte die Mannschaft jedes Mal vorzeitig. Mit der Machtergreifung der Nationalsozialisten im Jahre 1933 wurde der Verein verboten und aufgelöst. Die ehemaligen Mitglieder zogen daraufhin nach Klettendorf und gründeten dort den SV 33 Klettendorf.